# Estoloides schusteri
Estoloides schusteri is een keversoort uit de familie van de boktorren (Cerambycidae). De wetenschappelijke naam van de soort werd voor het eerst geldig gepubliceerd in 2018 door Santos-Silva, Wappes en Galileo.